# Alexander Fleming
Alexander Fleming (Lochfield, 6 de agosto de 1881 – Londres, 11 de março de 1955) foi um biólogo, botânico, médico, microbiólogo e farmacologista britânico. Autor de diversos trabalhos sobre bacteriologia, imunologia e quimioterapia, notabilizou-se como o descobridor da proteína antimicrobiana lisozima, em 1921, e da penicilina, obtida a partir do fungo Penicillium notatum, em 1928, pela qual foi laureado Nobel de Fisiologia ou Medicina em 1945, juntamente com Howard Florey e Ernst Boris Chain.

## Biografia
Fleming nasceu em 6 de agosto de 1881 na Fazenda Lochfield, a norte de Darvel, no concílio de Ayrshire, no sudoeste da Escócia. Estudou medicina na Universidade de Londres, concluindo o curso em 1906, começa a pesquisar, em seguida, substâncias com potencial bactericida que não fossem tóxicas ao organismo humano. Trabalhou como médico microbiologista no Hospital de St. Mary, Londres, até o começo da Primeira Guerra Mundial. Durante a guerra foi médico militar nas frentes de batalha da França e ficou impressionado pela grande mortalidade nos hospitais de campanha causada pelas feridas de arma de fogo que resultavam em gangrena gasosa. Finalizada a guerra, regressou ao Hospital St. Mary onde buscou intensamente um novo antisséptico que evitasse a dura agonia provocada pelas infecções durante a guerra.
Os dois descobrimentos de Fleming ocorreram nos anos 20 e ainda que tenham sido acidentais demonstram a grande capacidade de observação e intuição deste médico britânico. O descobrimento da lisozima ocorreu depois que o muco de seu nariz, procedente de um espirro, caísse sobre uma placa de Petri onde cresciam colônias bacterianas. Alguns dias mais tarde notou que as bactérias haviam sido destruídas no local onde se havia depositado o fluido nasal.
Ele chegou à descoberta da penicilina e de suas propriedades antibióticas em 1928, ao observar uma cultura de bactérias do tipo estafilococo e o desenvolvimento do mofo a seu redor, onde as bactérias circulam livres. O laboratório de Fleming estava habitualmente desarrumado, o que resultou em uma grande vantagem para sua segunda importante descoberta. Em setembro de 1928, Fleming estava a realizar várias experiências no seu laboratório e ao inspecionar uma das suas culturas antigas antes de destruí-las notou que a colônia de um fungo havia crescido espontaneamente, como um contaminante, numa das placas de Petri semeadas com Staphylococcus aureus. Fleming observou outras placas e comprovou que as colônias bacterianas que se encontravam ao redor do fungo (mais tarde identificado como Penicillium notatum) eram transparentes devido a uma lise bacteriana. A lise significava a morte das bactérias, e no caso, das bactérias patogênicas (Staphylococcus aureus) crescidas na placa. Ainda que tenha reconhecido imediatamente a importância deste seu achado, seus colegas subestimaram-no.
Aprofunda a pesquisa e constata que uma cultura líquida de mofo do gênero Penicillium evita o crescimento dos estafilococos. Publica os resultados desses estudos no British Journal of Experimental Pathology em 1929, mas não obtém reconhecimento nem recursos financeiros para aperfeiçoar o produto durante os anos seguintes.

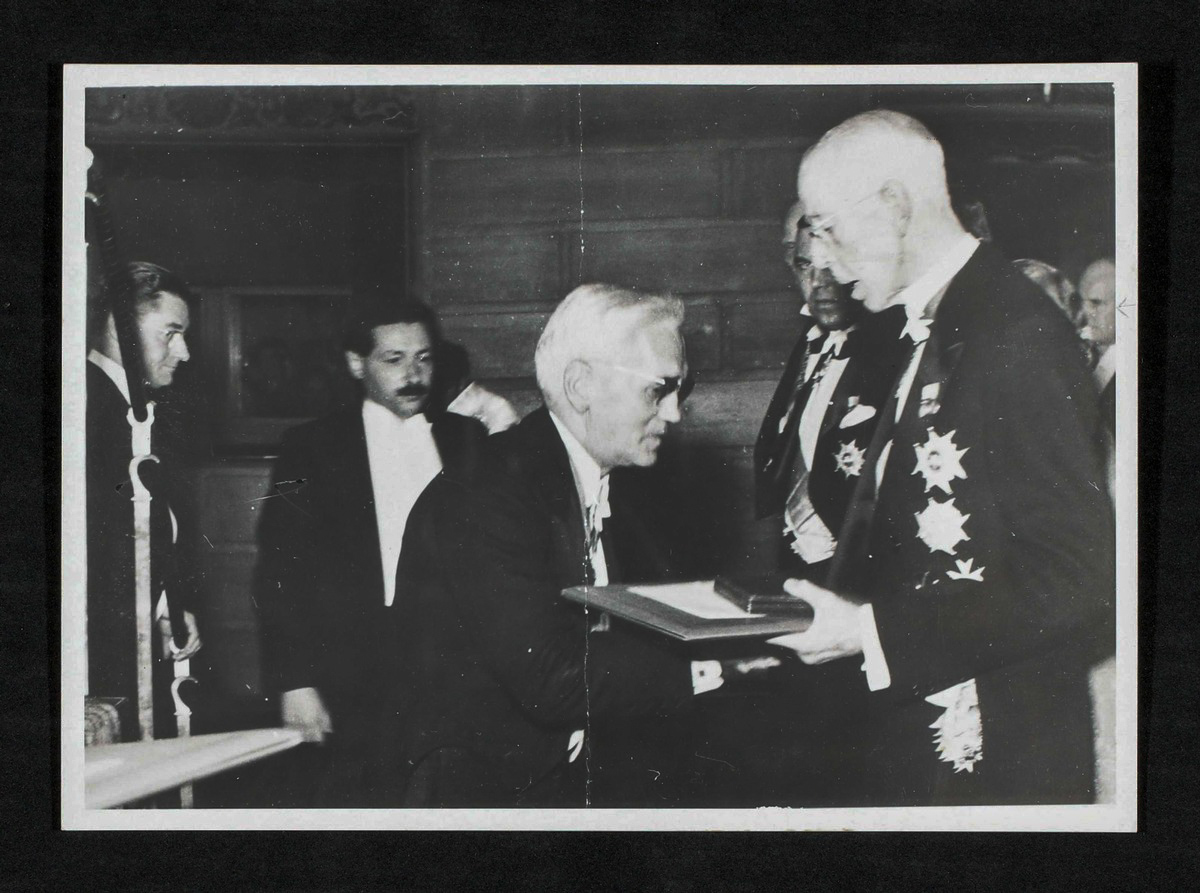
Fleming, ao centro, recebendo o prêmio Nobel do rei Gustavo V da Suécia.

Howard Walter Florey, Ernest Boris Chain e Norman Heatley foram os grandes responsáveis para transformar a penicilina em medicamento antibiótico, porém isso somente foi possível após Fleming ter tomado os créditos pela pesquisa clínica gerenciada por Florey. A equipe de Florey foi responsável por criar uma maneira de extração e de purificação como também pelos ensaios clínicos. A produção industrial começou nos Estados Unidos (EUA) no início da II Guerra Mundial. Fleming, Florey e Chain recebem juntos o Nobel de Fisiologia ou Medicina de 1945.
Fleming trabalhou com o fungo durante algum tempo, mas a obtenção e purificação da penicilina a partir dos cultivos de Penicillium notatum resultaram difíceis e mais apropriadas para os químicos. Mas a comunidade científica da época achava que a penicilina só seria útil para tratar infecções banais e por isto não lhe deu atenção. No entanto, o antibiótico despertou o interesse dos investigadores estado-unidenses, que durante a Segunda Guerra Mundial tentavam imitar a medicina militar alemã que possuía as sulfamidas. Os farmacêuticos Ernst Boris Chain e Howard Walter Florey descobriram um método de purificação da penicilina que permitiu sua síntese e distribuição comercial para o resto da população.

Fleming não patenteou sua descoberta, pois achava que assim seria mais fácil a difusão de um produto necessário para o tratamento das numerosas infecções que castigavam a população.

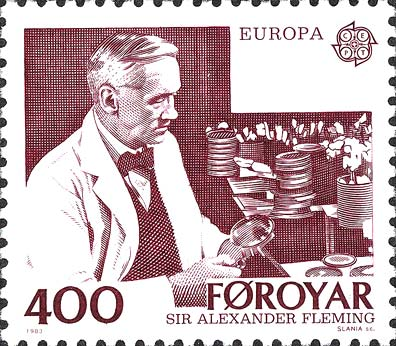
Fleming num selo das Ilhas Faroe.

Fleming foi membro do Chelsea Arts Club, um clube privado para artistas fundado em 1891 por sugestão do pintor James McNeil Whistler. Conta-se como anedota que Fleming foi admitido no clube depois de realizar "pinturas com germes" e que estas pinturas consistiam em pincelar o lenço com bactérias pigmentadas, as quais eram invisíveis no início, mas que surgiam com intensas cores uma vez incubadas e crescidas. As espécies bacterianas que utilizava eram:
- Serratia marcescens – cor vermelha;
- Chromobacterium violaceum – cor púrpura;
- Micrococcus luteus – cor amarela;
- Micrococcus varians - branca;
- Micrococcus roseus – cor rosa;
- Bacillus sp. – alaranjada.

Alexander Fleming morreu em 1955 vitimado por um ataque cardíaco. Foi enterrado como herói nacional na cripta da Catedral de São Paulo em Londres.
Seu descobrimento da penicilina significou uma mudança drástica para a medicina moderna, iniciando a chamada "Era dos antibióticos".

## Descobertas
Descobertas em 1928, por Fleming, permanecem até hoje como uma excelente classe de antimicrobianos. São divididas em:
- Penicilinas naturais ou benzilpenicilinas;
- Aminopenicilinas;
- Penicilinas resistentes às penicilinases;
- Penicilinas de amplo espectro, as quais foram desenvolvidas na tentativa de evitar a aquisição de resistência das bactérias.[7]

## Fábula
Uma conhecida história conta que o pai de Winston Churchill custeou a educação de Fleming depois que o pai deste – um humilde lavrador – havia salvado Winston da morte num pântano. Essa história é falsa. Segundo Kevin Brown, na biografia Penicillin Man: Alexander Fleming and the Antibiotic Revolution, o próprio Alexander Fleming, numa carta a seu amigo Andre Gratia, chamou essa história de “fábula fantasiosa”. Também não foi ele quem salvou Winston Churchill durante a Segunda Guerra Mundial. Churchill foi salvo por Lord Moran, que usou sulfonamida (pois ele não tinha experiência com penicilina), quando Churchill adoeceu em Cartago, Tunísia, em 1943. Os jornais Daily Telegraph e The Morning Post de 21 de dezembro de 1943 noticiaram que ele havia sido salvo com penicilina. Na realidade, ele foi salvo com um recém-elaborado composto de sulfonamida, a Sulfapiridina, conhecida à época pelo código de pesquisa M&B693, descoberta e produzida por May & Baker Ltd — uma subsidiária do grupo francês Rhône-Poulenc. Num programa de rádio pouco tempo depois, Churchill se referiu à nova droga como "essa admirável M&B".
É provável que a informação correta não tenha sido publicada nos jornais porque, como a sulfonamida havia sido uma descoberta do laboratório alemão Bayer e o Reino Unido estava em guerra com a Alemanha, pretendeu-se elevar o moral do Reino Unido associando a cura de Churchill à milagrosa penicilina.